# Asahi-dake
Der Asahi-dake (jap. 旭岳) ist ein 2291 m T.P. hoher Vulkan im Daisetsu-zan auf der japanischen Insel Hokkaidō. Von den indigenen Ainu „Kamui mintara“ (Spielplatz der Götter) genannt, entwickelte sich die höchste Erhebung Hokkaidōs sowie Nordjapans zu einem beliebten Touristenziel im Daisetsuzan-Nationalpark. Die letzte Eruption des Schichtvulkans liegt mehr als 200 Jahre zurück.

## Lage und Umgebung
Der Asahi-dake erhebt sich in Hokkaidōs zentralem Hochland Daisetsu-zan etwa 40 Kilometer östlich der Großstadt Asahikawa in der Unterpräfektur Kamikawa. Der Gipfel und seine unmittelbare Umgebung liegen im Verwaltungsgebiet von Higashikawa. Während der Asahi-dake den westlichen Gebirgsrand markiert, schließt im Nordosten ein Plateau mit weiteren Vulkanen um 2200 Meter Seehöhe, darunter der unmittelbare Nachbargipfel Kuma-ga-dake (熊ヶ岳), an. Nächstgelegene Siedlung ist das Dorf Asahidake Onsen (旭岳温泉), das von Higashikawa über die Straße 1160 und entlang des Chūbetsu-Reservoirs (忠別ダム) erreichbar ist. Das Vulkanplateau ist Teil von Japans größtem Nationalpark.

## Geologie
Das Gebirge Daisetsu-zan mit seinem höchsten Gipfel Asahi-dake markiert das Nordende des zum pazifischen Feuerring gehörenden Daisetsu-Tokachi-Grabens und bildet einen Komplex aus Schichtvulkanen und Lavadomen. Der Asahi-dake liegt etwa drei Kilometer südwestlich der Ohachidaira-Caldera und ist aus Andesit, Basaltandesit und Dazit aufgebaut, die während der letzten Eruptionen vor wenigen tausend Jahren abgelagert wurden. Die letzte Eruption wurde mittels Tephrochronologie auf den Zeitraum nach 1739 datiert, anders als bei der Tokachi-Gruppe bestehen keine historischen Aufzeichnungen über Ausbrüche.
| Beginn                   | Ende      | Nachweis           |
| ------------------------ | --------- | ------------------ |
| 3200 v. Chr. ± 75 Jahre  | unbekannt | Radiokarbonmethode |
| 2800 v. Chr. ± 100 Jahre | unbekannt | Radiokarbonmethode |
| 1450 v. Chr. ± 50 Jahre  | unbekannt | Radiokarbonmethode |
| 550 v. Chr. ± 500 Jahre  | unbekannt | Tephrochronologie  |
| nach 1739                | unbekannt | Tephrochronologie  |

Gegenwärtig zeugen die teilweise meterhohen Fumarolen an den Hängen des Asahi-dake und in der Caldera von der vulkanischen Aktivität der Gebirgsgruppe. In der Vergangenheit wurde auf dem Berg Schwefel abgebaut.

## Tourismus

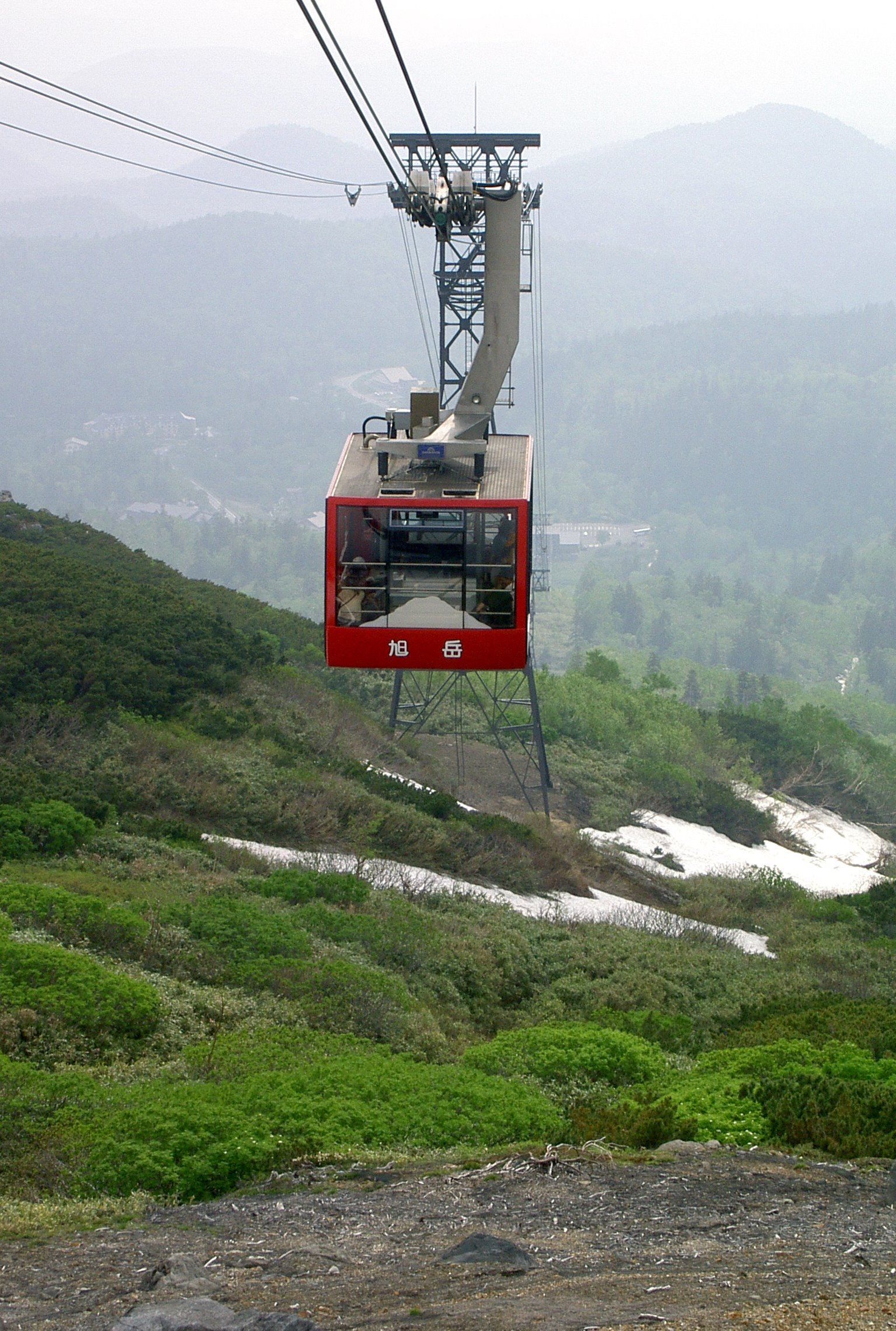
Seilbahn

Aufgrund seiner Naturschönheit und vergleichsweise einfacher Erreichbarkeit zieht der Asahi-dake jährlich zahlreiche Touristen an. Besonders im Frühherbst, wenn sich die weißen Blüten der Bergblumen scharlachrot verfärben, ist der Berg ein beliebtes Fotomotiv. Klimaforscherin Daniela Domeisen beschrieb den Vulkan gegenüber der European Geosciences Union wie folgt:

“The fumaroles give the volcano its characteristic look and sulphuric smell. The mountain raises rather slowly, but with a steep and slippery peak. The descent on the opposite side is literally a secluded paradise, with the soil and the plants competing for the most beautiful patchwork of colour.”

„Die Fumarolen verleihen dem Vulkan sein charakteristisches Erscheinungsbild und schwefeligen Geruch. Der Berg steigt eher langsam an, aber mit einem steilen und glatten Gipfel. Der Abhang auf der anderen Seite ist buchstäblich ein abgelegenes Paradies, wo Boden und Pflanzen um die schönste Farbenpracht konkurrieren.“

Der Vulkan gilt als einer der kältesten Berge Hokkaidōs und trägt oft die erste winterliche Schneedecke des Landes. Der Einfluss sibirischer Kaltluft führt im Spätwinter zu Schneehöhen von bis zu 13 Metern, was den Asahi-dake zur beliebten Wintersportdestination macht. Das Gebiet gilt bei Skifahrern und Snowboardern als ruhige Alternative zum mehr als 300 Kilometer südwestlich gelegenen Niseko, präparierte Skipisten gibt es nicht. Eine Seilbahn führt ganzjährig vom Dorf Asahidake Onsen mit seinen heißen Quellen (Onsen) und mehreren Hotels zur über der Waldgrenze gelegenen Bergstation Sugatami (姿見駅) auf knapp 1600 Meter. Diese kann als Ausgangspunkt für Wanderungen und Trekkingtouren über das Vulkanplateau dienen.

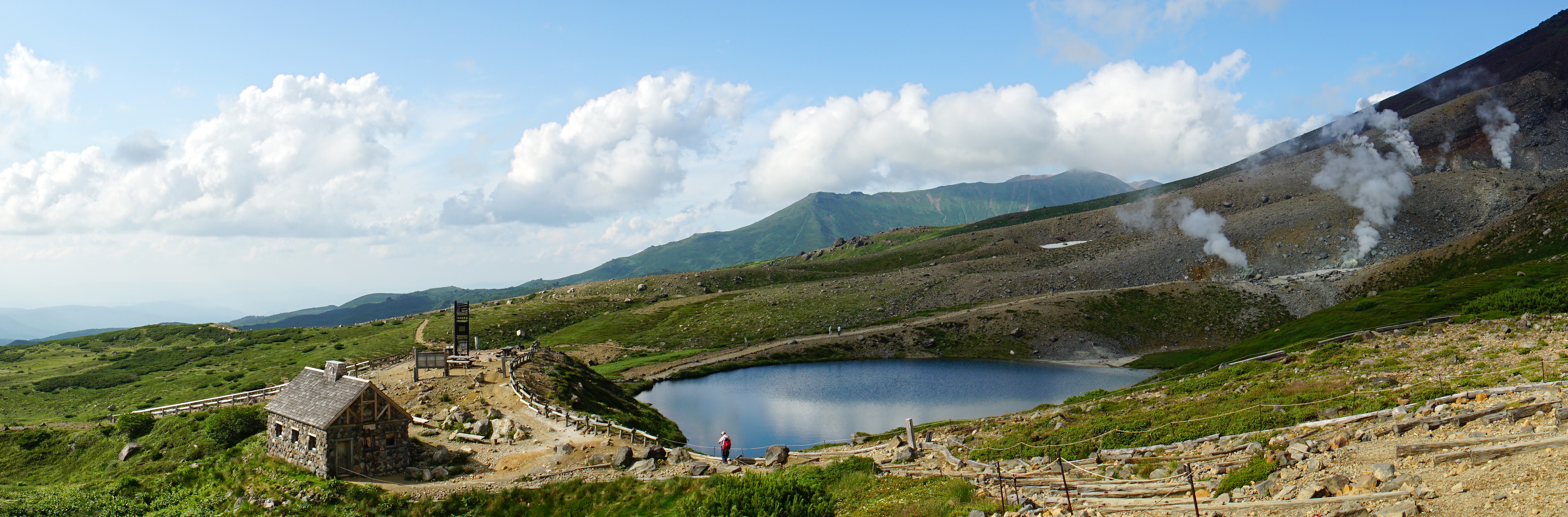
Ishimuro-Berghütte und Sugatami-See oberhalb der Seilbahn-Bergstation
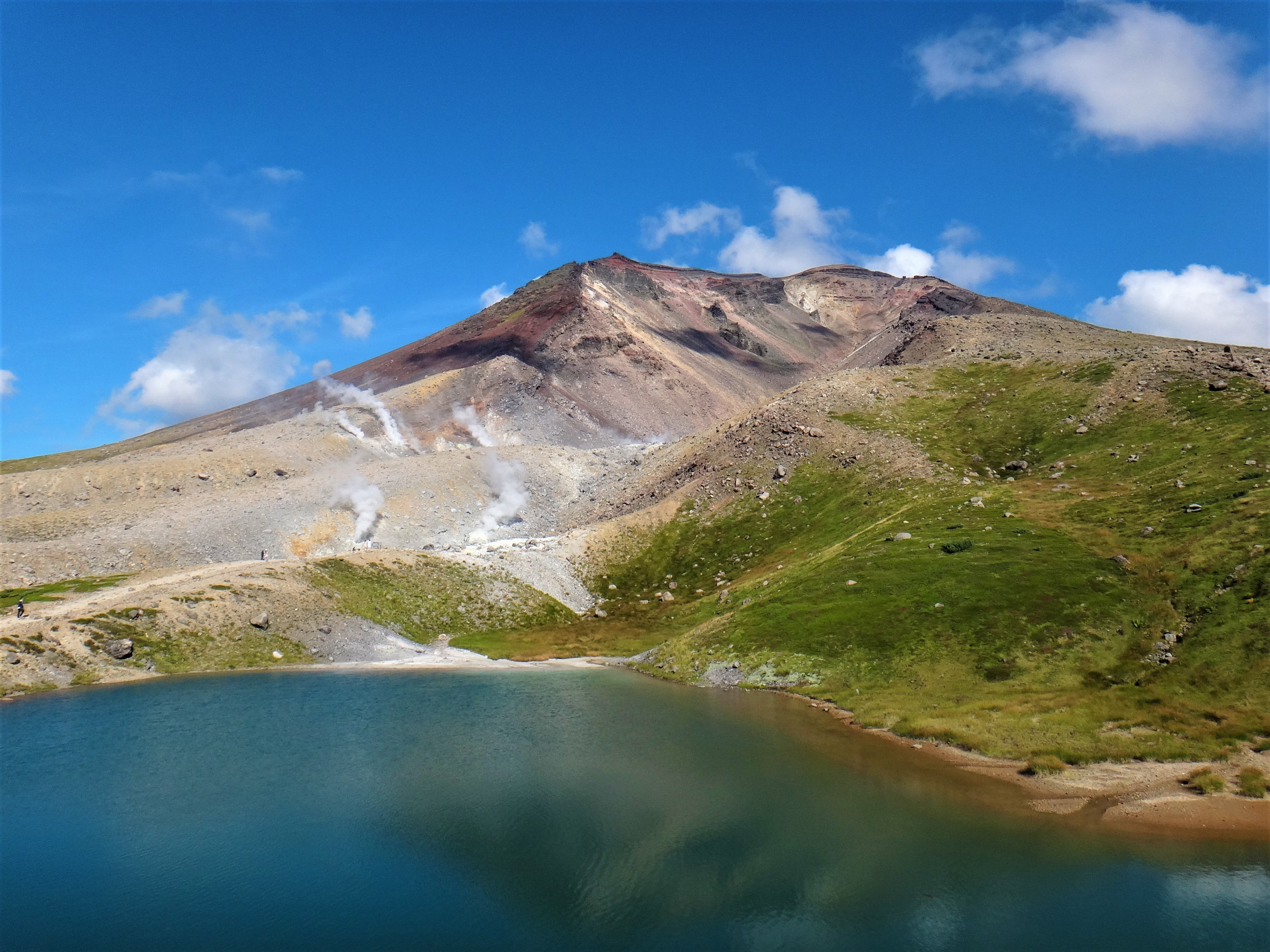
Blick über den See zum Asahi-dake